# Traveller (Pferd)
Traveller (* 1857; † 1871) war das bevorzugte Reitpferd des Südstaaten-Generals Robert E. Lee während des amerikanischen Bürgerkrieges.

## Leben
Traveller trug zunächst den Namen Jeff Davis. Er wurde im Greenbrier County in Virginia (heute West Virginia) in der Nähe von Blue Sulphur Springs von einem Mr. Johnston aufgezogen. Das Tier gehörte zur Gray-Eagle-Linie. In den Jahren 1859 und 1860 wurde es in Lewisburg prämiert. 1861 wurde es von Captain Joseph M. Broun, einem Quartiermeister der Wise-Legion, ausgewählt und zum Preis von 175 Dollar von dessen Bruder Thomas L. Broun angekauft.
General Lee war sofort sehr angetan von dem Pferd. Im Winter wurde er nach South Carolina abkommandiert. In Pocotaligo sah er das Pferd wieder. Joseph M. Broun bot das Tier dem General schließlich als Geschenk an, was Lee ablehnte. Er ließ sich jedoch das Pferd leihweise für eine Woche überlassen und schickte es dann mit der Bemerkung zurück, ein so wertvolles Tier nicht im Krieg verwenden zu können, solange es nicht ihm gehöre. Broun verkaufte das Tier schließlich im Februar 1862 für 200 Dollar an den General. Dieser gab dem Pferd den Namen „Traveller“, unter dem es dann bekannt wurde, und berichtete Broun 1868 in einem Brief, dass das Tier den Krieg überlebt hatte.

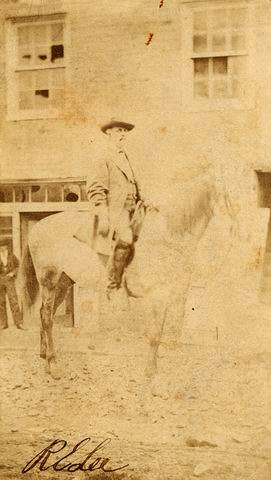
Lee auf Traveller

Während des Krieges kam es einmal zu einem Unfall: Traveller warf General Lee 1862 bei Sharpsburg in der zweiten Schlacht von Manassas ab, wobei sich Lee beide Hände brach. Nach diesem Unglück erhielt er die leicht zu reitende Stute „Lucy Long“ als Geschenk von General Jeb Stuart. Lee ritt Lucy Long zwei Jahre lang, bis sie ein Fohlen bekam. Lucy Long wurde später gestohlen, aber wiedergefunden und bei Lees Vater in Lexington untergebracht. Sie erreichte ein hohes Alter. Lee selbst ritt wieder sein bevorzugtes Pferd Traveller, obwohl er noch weitere Reitpferde besaß: Der Hengst „Richmond“ wurde ihm 1861 in Richmond geschenkt. Er starb bald nach dem Kampf bei Malvern Hill. In West-Virginia kaufte Lee sich außerdem „The Roan“. Dieser erblindete im Sommer 1862 nach und nach und wurde somit unbrauchbar. Ein weiteres Pferd, „Ajax“, das Lee in West-Virginia geschenkt bekam, war dem General zu groß und wurde nur selten von ihm geritten.
Von all diesen Kavalleriepferden nutzte Lee nach dem Krieg nur noch Traveller. Dieses Pferd überlebte den General, erreichte aber kein hohes Alter: Traveller trat sich 1871 einen Nagel in einen seiner Vorderfüße und erlitt eine Tetanusinfektion. Er wurde erschossen und auf dem Gelände der Washington and Lee University begraben.
1907 wurden Travellers sterbliche Überreste ausgegraben und später an neuer Stelle, vor der Lee-Kapelle, erneut beerdigt. Das Grab wurde 1971 durch eine Platte mit Inschrift gekennzeichnet.

## Traveller in der Literatur
1988 machte Richard Adams Traveller zum Helden eines gleichnamigen Buches und ließ ihn in einem Idiom, das von einem Kritiker irgendwo zwischen der Sprache der Mammy in Vom Winde verweht und einem der Waltons angesiedelt wurde, den amerikanischen Bürgerkrieg kommentieren.